# Gyldenløves gate
Gyldenløves gate (skrevet Gyldenløves Gade til 1907) er en vigtig gade på Frogner i Oslo, der går fra Uranienborg (Niels Juels gate) til Frognerparken. Den er opkaldt efter Ulrik Frederik Gyldenløve og fik sit navn i 1879.
I retning fra Uranienborg til Frognerparken grænser gaden direkte op til Niels Juels gate, Haxthausens gate, Lille Frogner allé, Eilert Sundts gate, Schives gate, Løvenskiolds gate, Odins gate, Eckersbergs gate, Tidemands gate, Nordraaks gate og Kirkeveien.